# Berbère de Zouara
Pour les articles homonymes, voir Tamazight (homonymie).
Le berbère de Zouara (en berbère : ⵜⵡⵉⵍⵍⵓⵍⵜ, Twillult, ou ⵎⴰⵣⵉⵗ, Mázigh) est une langue berbère zénète. Il est parlé dans la ville de Zouara, située sur la côte ouest de la Tripolitaine au nord-ouest de la Libye.
Il constitue, avec les parlers berbères de Tunisie, la famille des parlers zénètes orientaux,.
Les locuteurs du berbère de Zouara appellent leur langue twillult : /t.ˈwil.lult/ (prononcé touiloult) « la langue de Willul » , ou mázigh, ce dernier terme étant également utilisé par les locuteurs du dialecte berbère libyen nefoussi. Fait exceptionnel pour un idiome berbère, la forme masculine est utilisée pour faire référence à la langue, d'où mazigh au lieu de tamazight. 
Plusieurs ouvrages de Terence Mitchell, notamment Zuaran Berber (Libya): Grammar and texts donnent un aperçu de sa grammaire ainsi qu'un ensemble de textes, basés principalement sur le discours de son consultant Ramadan Azzabi. Certains articles à ce sujet ont également été publiés par l'italien Luigi Serra. 